# Lombardei-Rundfahrt 1999
Die Lombardei-Rundfahrt 1999 war die 93. Austragung der Lombardei-Rundfahrt  und fand am 16. Oktober 1999 statt. Die Gesamtdistanz des Rennens betrug 262 Kilometer. Es siegte Mirko Celestino vor dem Danilo Di Luca und dem Eddy Mazzoleni.

## Teilnehmende Mannschaften
- Team Polti
- Cantina Tollo
- Saeco Macchine per Caffè-Cannondale
- Lampre-Daikin
- Mercatone Uno-Bianchi
- Rabobank
- Mapei-Quick Step
- Festina-Lotus
- Mobilvetta-Northwave
- Lotto-Mobistar
- Vitalicio Seguros-Grupo Generali
- Vini Caldirola
- Ballan-Alessio
- Team Telekom
- TVM-Farm Frites
- Navigare-Gaerne
- Française des Jeux
- Cofidis-Le Crédit par Téléphone
- Casino-AG2R Prévoyance
- Crédit Agricole
- Amica Chips-Costa de Almeria

## Ergebnis
| Rang | Fahrer            | Team                           | Zeit       |
| ---- | ----------------- | ------------------------------ | ---------- |
| 1    | Mirko Celestino   | Polti                          | 6h 21' 50" |
| 2    | Danilo di Luca    | Cantina Tollo-Alexia Alluminio | gl. Zeit   |
| 3    | Eddy Mazzoleni    | Mercatone Uno-Saeco            | gl. Zeit   |
| 4    | Oscar Camenzind   | Lampre-Daikin                  | +2"        |
| 5    | Dimitri Konyshev  | Mercatone Uno-Bianchi          | gl. Zeit   |
| 6    | Markus Zberg      | Rabobank                       | +11"       |
| 7    | Marco Serpellini  | Lampre-Daikin                  | gl. Zeit   |
| 8    | Marco Velo        | Mercatone Uno-Bianchi          | gl. Zeit   |
| 9    | Paolo Bettini     | Mapei-Quick Step               | gl. Zeit   |
| 10   | Christophe Moreau | Festina-Lotus                  | gl. Zeit   |